# Ijichi Kōsuke

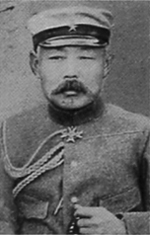
Ijichi Kōsuke

Baron Ijichi Kōsuke (jap. 伊地知 幸介; * 25. Dezember 1854 in Satsuma (heute Kagoshima), Japan; † 23. Januar 1917) war ein Generalleutnant der Kaiserlich Japanischen Armee.

## Leben
Der in Kagoshima geborene Ijichi war Sohn einer Samurai-Familie von Kagoshima. Er schloss 1875 die Kaiserlich Japanische Heeresakademie ab und diente anschließend in der Kaiserlich Japanischen Garde. 1880 wurde er nach Frankreich geschickt, um an der Militärschule Saint-Cyr eine vierjährige Ausbildung zu durchlaufen. Im Anschluss daran ging er für mehrere Jahre in das Deutsche Reich. Zu Beginn des Ersten Japanisch-Chinesischen Krieges wurde er zurückgerufen um im Planungsstab des Kaiserlichen Hauptquartiers zu dienen. Nach dem Krieg wurde er von 1898 bis 1900 als Militärattaché ins Vereinigte Königreich gesandt.
Nach Japan zurückgekehrt wurde er 1900 zum Generalmajor befördert und bekleidete verschiedene Stabspositionen innerhalb des Kaiserlich Japanischen Generalstabs, hauptsächlich im Bereich Artillerie. 1903 gehörte er kurzzeitig zum Stab der japanischen Botschaft in Seoul, Korea. Zu Beginn des Russisch-Japanischen Krieges wurde er zum Stabschef der 3. Armee berufen, die an den Operationen gegen die russische Festung Port Arthur beteiligt war. Der Grund für diese Wahl war Ijichis Jahrelange Auslandserfahrung, die ihn zu einem Kenner aktueller europäischer Militärtaktik machte. Außerdem galt er als Artillerieexperte und kam aus einer anderen Region als der Oberbefehlshaber der Armee, Nogi Maresuke. Man hielt dieses Gegengewicht für notwendig, da man sich immer noch nicht sicher war, ob die Loyalität der einzelnen Generäle einzig und allein beim Tennō und nicht bei lokalen Machteliten liege. Aufgrund der langen Dauer der Belagerung ohne sichtbare Erfolge und der rapide steigenden Verluste gerieten Nogi und Ijichi mehrmals heftig aneinander. Das Oberkommando sah die Schuld dabei jedoch hauptsächlich auf Ijichis Seite, da er wieder und wieder die Taktik der menschlichen Welle gegen die stark befestigten russischen Stellungen anwandte. Marschall Yamagata Aritomo setzte sich daraufhin offen dafür ein, dass Ijichi durch General Kodama Gentarō ersetzt werden solle. Aufgrund dieser Umstände setzte Nogi ihn nach der Eroberung Port Arthurs eigenmächtig ab und gab ihm ein Frontkommando innerhalb der Armee. Nach der Schlacht von Mukden setzte er dann durch, dass Ijichi nach Japan zurückbeordert wurde, wo er das Kommando über die Küstenartillerie in der Bucht von Tokio erhielt.
Nach dem Krieg wurde Ijichi trotz dieser Vorfälle zum Generalleutnant befördert und 1907 im japanischen Adelssystem (Kazoku) in den Rang eines Baron (Danshaku) erhoben. Er versuchte bereits damals aus gesundheitlichen Gründen seinen Abschied einzureichen und in den Ruhestand zu gehen, was ihm jedoch verweigert wurde. Stattdessen erhielt er den Befehl über die 11. Division. Erst 1913 wurde es ihm erlaubt, in den Ruhestand zu gehen.